# Leonard (Texas)
Leonard város az USA Texas államában, Fannin megyében. Lakosainak száma 1987 fő (2020. április 1.).

## Népesség
A település népességének változása:

| 2010 | 1 990 |
| 2020 | 1 987 |